# Asura effulgens
Asura effulgens är en fjärilsart som beskrevs av Arnold Pagenstecher 1900. Asura effulgens ingår i släktet Asura och familjen björnspinnare. Inga underarter finns listade i Catalogue of Life.